# Кикн (сын Сфенела)
Кикн (др.-греч. Κύκνος «лебедь») — персонаж древнегреческой мифологии. Сын Сфенела, любовник Фаэтона. Родственник Фаэтона по матери. Царь лигурийцев, по воле Аполлона превращен в птицу, в лебедя. Согласно Вергилию, пел, скорбя о любимом Фаэтоне, и вознесся к небу. Аполлон дал ему сладкий голос, а затем вознес к небу.
«Кикнову башню» показывали у Бриксии. Согласно Лукиану, спутники Аполлона превратились в птиц на Эридане.